# Cinturón de San Erasmo
El cinturón de San Erasmo consiste en un collar, cinturón o brazalete provisto de pinchos en la cara interior y que se le pone al reo. Con cada pequeño movimiento (incluso la respiración) el collar araña y hiere la carne del reo.
El proceso de tortura es progresivo: en primer lugar, un dolor lacerante. Posteriormente se produce la infección, tras la cual se llega a la putrefacción y tras ésta, una gangrena que puede causar la muerte.
- Datos: Q5769800